# Ray Freeman (Chemiker)
Raymond „Ray“ Freeman (* 6. Januar 1932; † 1. Mai 2022) war ein britischer Chemiker, der sich mit Kernspinresonanzspektroskopie (NMR) befasste und Hochschullehrer an der Universität Oxford und Universität Cambridge war.

## Werdegang
Freeman besuchte die Nottingham High School, war im Militärdienst nach dem Zweiten Weltkrieg Radar-Instrukteur bei der Royal Air Force und studierte ab 1951 an der Universität Oxford (Lincoln College), wo er in der NMR-Gruppe von Rex Richards war und promovierte. 1957 ging er in die NMR-Gruppe von Anatole Abragam in Saclay, wo er Robert Pound traf, war bei Varian Associates in Palo Alto und am National Physics Laboratory in Teddington und ab 1961 wieder bei Varian Associates. 1973 kehrte er als Lecturer und Fellow des Magdalen College nach Oxford zurück. 1987 wurde er Plummer Professor an der Universität Cambridge und Fellow des Jesus College. 1999 ging er in den Ruhestand, blieb aber wissenschaftlich aktiv.
Er entwickelte seit den 1950er Jahren hochauflösende NMR-Geräte und Techniken. Unter anderem verwandte er Doppel- und Dreifachresonanz-Techniken für die Analyse hochaufgelöster NMR-Spektren und die Bestimmung der relativen Vorzeichen der Spin-Kopplungskonstanten in Protonen-Spektren. Er untersuchte Spin-Spin-Kopplung und Spin-Gitter-Relaxation, wandte Fouriertransformations-Spektroskopie in NMR an und entwickelte als einer der Ersten zweidimensionale NMR. 
1975 erhielt er einen D.Sc. 1979 wurde er Fellow der Royal Society, deren Royal Medal er 2002 erhielt.

## Schriften (Auswahl)
- A Handbook of Magnetic Resonance, Longman 1987
- NMR in Chemistry and Medicine, Oxford UP  2003
- Spin choreography : basic steps in high resolution NMR, Oxford UP 2011